# Jacob Schickhart der Ältere
Jacob Schickhart der Ältere (* um 1565 in Siegen; † spätestens 1637 in Friesland) war ein Siegener Advokat, der im Dienste der nassauischen Grafen Johann VI. d. Ä. und Johann VIII. d. J. stand.

## Leben
Jacob Schickhart war der älteste Sohn von Henrich Schickhartt. Er studierte Jura: ab 1582 in Marburg, ab 1585 in Heidelberg und ab 1594 in Siegen, wohin die Hohe Schule Herborn wegen der Pest zeitweise verlegt worden war. 1601 promovierte er in Herborn. Bereits am Anfang des Studiums muss er geheiratet haben, denn sein ältester Sohn Jacob ist 1584 geboren. Wer seine Frau war, konnte nicht festgestellt werden.
Am 2. Januar 1602 bestellte ihn Graf Johann VI. d. Ä. von Nassau zum „Rat von Haus aus“. Dies bedeutete aber nicht, dass Schickhart nicht andere Aufträge übernehmen konnte. 1605 beriet er die Grafschaft Sayn. Im Dezember 1605 setzte ihn Johann VI. anstelle des verstorbenen Johann Geiß als seinen Sekretär zu Siegen ein, später – möglicherweise ab 1608 – erhielt er den Titel „gräflich nassauischer Kammer- und Kanzleirat“. Doch auch in dieser Zeit durfte er weitere Aufträge übernehmen. 1609/10 war er für das Stift Keppel tätig. In den Funktionen als gräflicher Rat und Sekretär reiste er in den Jahren 1611–1616 mehrmals in die Republik der Vereinigten Niederlande. Seine Aufgabe war es, in Groningen eine finanzielle Entschädigung für die umfangreiche Unterstützung auszuhandeln, welche die niederländischen Aufständischen im fast achtzigjährigen Krieg gegen die spanische Fremdherrschaft von dem Haus Siegen-Nassau-Oranien-Breda erfahren hatten (Erschließung von Geldquellen, Aufnahme von Emigranten, Teilnahme am Freiheitskampf als Feldherren und Statthalter).
1618 reiste Schickhart nach Brüssel, um an den Heiratsverhandlungen des Grafen Johann VIII. d. J. mit der Prinzessin Yolande Ernestine von Ligne teilzunehmen. 1621 war er an der Testamentseröffnung von Johann VII. d. M. beteiligt.
Für seine Tätigkeit für den nassauischen Grafen erhielt Schickhart seit 1602 einen Jahressold von 40 fl und seit 1608 150 fl. Finanziell ging es ihm gut und seit 1609 war er Eigentümer von Haus, Hof und Stallung in der Kölner Straße sowie einer Scheunenhälfte und eines Hofes in der Hinterstraße. 1615 stiftete er 50 Thl. für die zeitgemäße Bildung der Jugend in Siegen und Umgebung. Ab 1621 war er offenbar für den Grafen von Nassau nicht mehr tätig, doch erhielt weiterhin einen Jahressold von 50 fl. Da sein Name in den städtischen Steuer- und Schatzungsregistern von Siegen in den Jahren 1610–1623 unter den landesherrlichen Bediensteten auftaucht, und ab 1624 nur noch als „Jacob Schickhart Wittlib (Witwe)“ enthalten ist, geht die Stadt Siegen davon aus, dass Schickhart 1624 gestorben sein muss. Doch sein Name taucht ab 1628 in der Kartei der Beamten der Ottonischen Linie des Hauses Nassau wieder auf. Er soll in dieser Zeit in Friesland tätig gewesen und erst 1637 gestorben sein. Er stand in dieser Zeit im Dienste des zum Katholizismus konvertierten Grafen Johann VIII. d. J. und spielte während der Rekatholisierung der Grafschaft Nassau-Siegen eine herausragende Rolle. Es ist anzunehmen, dass er – selbst ursprünglich Calvinist – zum Katholizismus konvertierte.

## Kinder
Von seinen sechs Kindern sind vier in die Niederlande ausgewandert.
- Jacob Schickhart (* 1584; † 1664 in Anloo), Landschreiber von Drente
- Maria Schickhart, ⚭ um 1607 Johannes Buch, Pfarrer in Siegen und Krombach
- Magdalena Schickhart, ⚭ 1610 Hermann Ravensberger, Theologieprofessor in Herborn und Groningen
- Martin Schickhard der Jüngere (* nach 1590; † vor 1657 in Frankfurt am Main), Jurist
- Philip Herman Schickhart (* 1600; † 1675 in Meppel), Schulte (d. h. landesherrlicher Vertreter eines Amtsbezirks) von Meppel (Overijssel)
- Philip Schickhart (* 1605; † 5. Januar 1646 in Stedum), Pastor in Sneek (Provinz Friesland)